# 草原乡 (龙里县)
草原乡，是中华人民共和国贵州省黔南布依族苗族自治州龙里县一个已撤销的乡级行政区，2014年1月10日，贵州省人民政府批复同意龙里县行政区划调整，撤销草原乡，将其所辖行政区域划归龙山镇。